# Busselton City
Busselton City är en kommun i Western Australia, Australien. Kommunen, som är belägen 230 kilometer söder om Perth, i regionen South West, har en yta på 1 455 kvadratkilometer, och en folkmängd, enligt 2011 års folkräkning, på 30 330.
Huvudort är Busselton, där drygt hälften av kommunens invånare bor. Den andra större orten i kommunen är Dunsborough. I övrigt återfinns befolkningen i mindre orter på landsbygden. Busselton är en av delstatens snabbast växande kommuner.